# 豆腐飯
豆腐飯又稱豆腐羹饭、吃豆腐羹，是中国浙江、上海、湖南、湖北、云南等地丧葬习俗，是指人去世后，其亲友参加葬礼時，死者家属设筵席酬谢参加祭奠死者的亲友、街邻等。原本筵席上的食物以豆腐為主，後來逐漸擴展至葷菜。